# Религия в Анголе

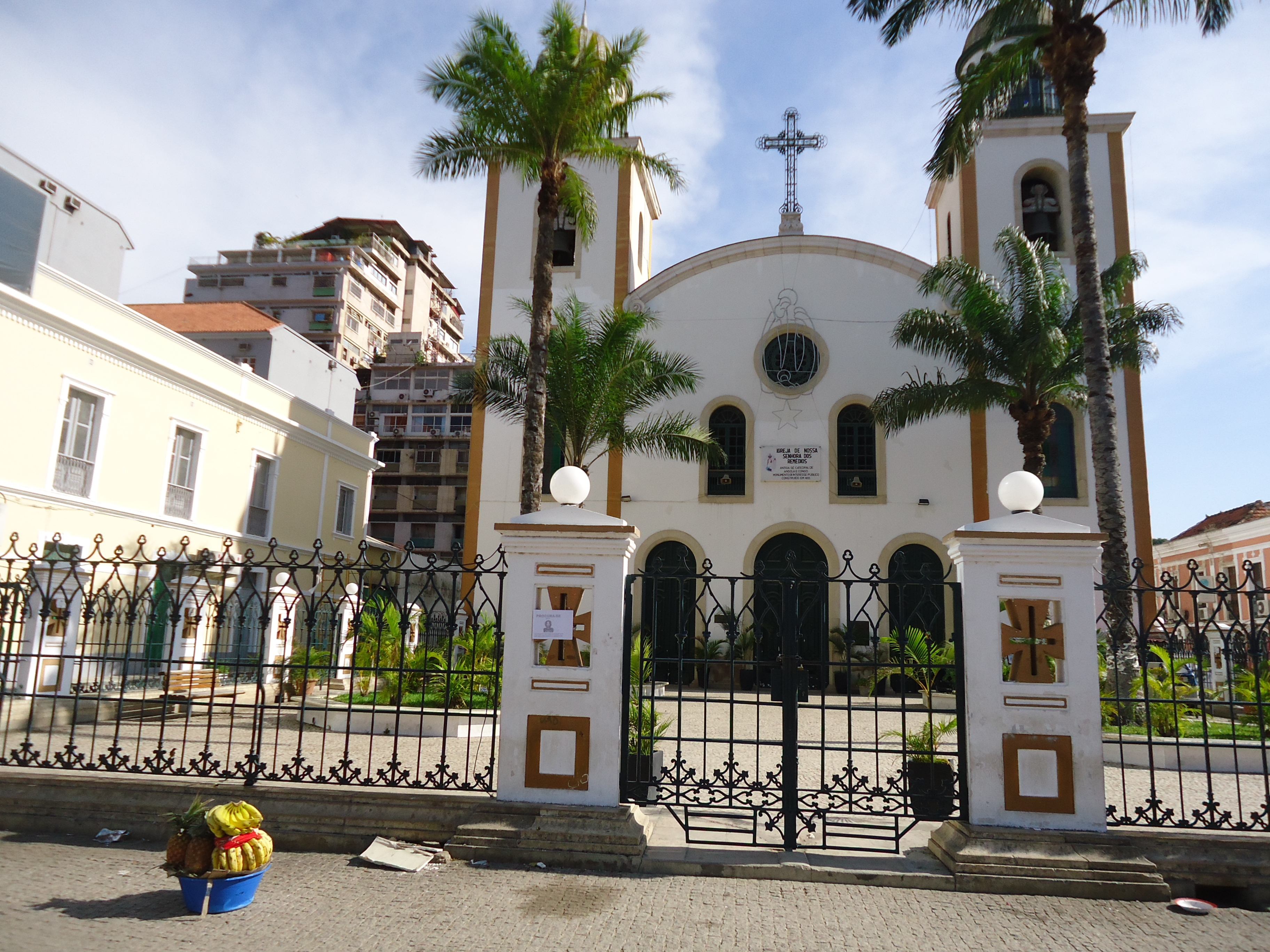
Католический кафедральный собор Луанды, построенный в 1651—55 гг. (реконструирован в XIX веке)

Республика Ангола — светская страна, в которой церковь официально отделена от государства. Конституция страны (статья 41) объявляет неприкосновенной свободу совести и религиозных убеждений. Согласно конституции, государство признает и уважает различные религиозные верования, при условии, что они соблюдают законы Республики Ангола.
Религиозные группы регистрируют свой правовой статус в Министерстве юстиции и культуры. Для получения правового статуса, религиозная община должна иметь не менее 100 тыс. членов и действовать минимум в 12 (из 18) провинциях. Столь высокие требования ограничивают возможность регистрации новых культов. В ноябре 2013 года правительство отказало в юридическом признании 194 религиозным организациям из-за невыполнения условий регистрации. Большинство из этих организаций — христианские, однако среди них было и Исламское сообщество Анголы. Начиная с 2004 года правительство не предоставило правовое признание ни одной религиозной группе. Несмотря на это, более 2 тыс. организаций (включая мусульман) продолжают действовать, не имея юридического статуса.
Подавляющее большинство жителей Анголы являются христианами (по разным данным от 88,2 % до 93,7 %).

## Христианство

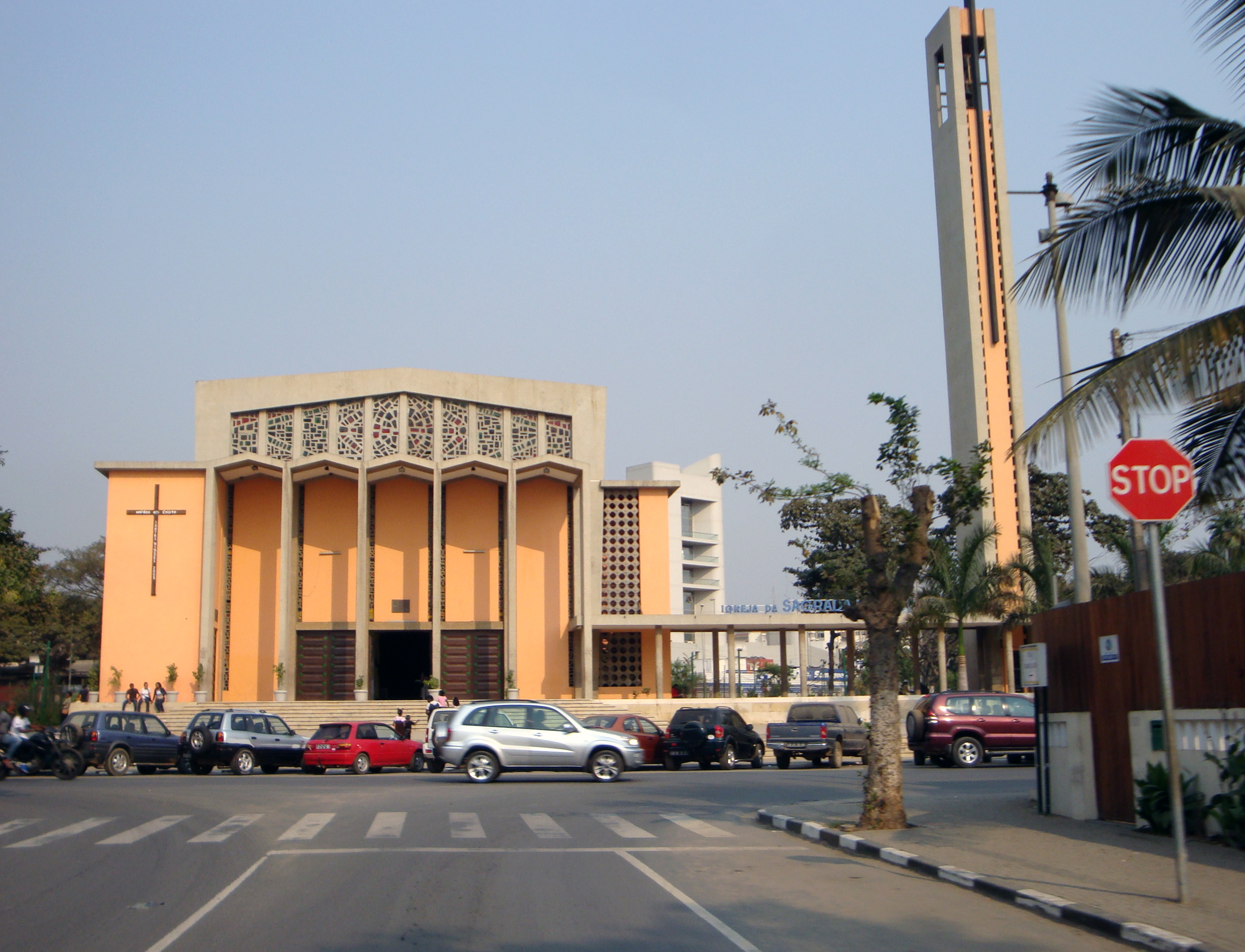
Католический храм святого семейства, Луанда

Христианство было принесено в Анголу португальцами в 1491 году. В том же году правитель Королевства Конго Нзинга Нкуву принял христианство, став первым христианским правителем экваториальной Африки. Его сын — Нзинга Мбемба стал первым в истории христианства чернокожим епископом. Однако, начавшаяся работорговля заметно подорвала позиции христианства в регионе. В течение последующих веков Римско-католическая церковь достигла весьма незначительных результатов, в основном — на побережье Анголы, находящемся под влиянием португальцев. Перелом наступил в 1865 году, после прибытия в Анголу белых отцов. К 60-м годам XX века католики составляли большинство населения Анголы.
Со второй половины XIX века на территории современной Анголы действуют протестанты (баптисты, конгрегационалисты, пресвитериане, методисты, лютеране). В середине XX века в стране начинают проповедь пятидесятники, в течение короткого времени ставшие крупнейшей протестантской конфессией.
Несмотря на значительный рост протестантских церквей, Ангола остаётся преимущественно католической страной (католики составляют 57 % населения). Доля протестантов превышает 30 % населения и продолжает расти. Крупнейшей протестантской конфессией в Анголе являются пятидесятники (2,6 млн в 2010 году). Несколько сотен тысяч верующих насчитывают общины конгрегационалистов, адвентистов, баптистов, реформатов и плимутских братьев.
Среди живущих в Анголе иностранцев есть православные. Часть ангольцев являются сторонниками околохристианских групп (преимущественно Свидетели Иеговы и мормоны).

## Ислам
Ислам в Анголе исповедуют преимущественно мигранты из стран Западной Африки, отчасти — Ближнего Востока. Численность мусульман в стране оценивается в 80 — 90 тыс. человек. Большинство из них придерживаются суннитского направления ислама.
Мусульманская община страны приобрела широкую известность, после отказа ангольского правительства предоставить Исламскому сообществу Анголы юридический статус ( из-за невыполнения условий регистрации). Ряд СМИ назвали данное решение «запретом» ислама в Анголе. В 2013 году власти Анголы снесли как минимум 9 незаконно построенных мечетей.
31 августа 2015 года президент Жозе Эдуарду душ Сантуш выступил с обращением о принятии закона, постановляющего закрыть все мечети в стране. «Это окончательное завершение исламского влияния в нашей стране», — заявил глава государства. Министр культуры добавила к словам президента: «Процесс легализации ислама не был одобрен Министерством юстиции страны, и мечети будут закрыты до дальнейшего уведомления».

## Местные верования
Доля и численность сторонников местных традиционных верований неуклонно падала на протяжении XX века. Если в 1940 году приверженцами африканских культов считали себя 70 % ангольцев, то к 1970 году их доля упала до 20 % населения. В 2010 году в Анголе проживало 824 тыс. анимистов (4,5 % населения).
Местных традиционных культов по прежнему придерживаются большинство пигмеев, половина имбангала, мбукушу, нкангала и других народов Анголы. В основном — это жители востока и юга страны, при этом большинство из них знакомы с христианством.

## Другие
Первый проповедник веры бахаи прибыл в страну в 1952 году; в 1992 ангольские бахаисты создали Национальное духовное собрание бахаи в Анголе. В настоящее время община бахаи в Анголе объединяет 2 тыс. верующих.
Среди живущих в Анголе иностранцев, в первую очередь — китайцев, есть буддисты (1,5 тыс. человек). Буддисты Анголы в значительной мере поддерживаются обществом Сока Гаккай. Среди живущих в Анголе китайцев также есть небольшая группа (150 человек) сторонников китайской народной религии. В столице страны действует небольшая (350 человек) иудейская община.
По данным энциклопедии «Религии мира» Дж. Мелтона 190 тыс. ангольцев (1 % населения) не религиозны; ещё 38 тыс. жителей страны — атеисты. Данная группа сформирована в основном за счёт живущих в Анголе европейцев (французов, португальцев, испанцев), китайцев и африканеров.